# Gnophos asymmetra
Gnophos asymmetra là một loài bướm đêm trong họ Geometridae.